# Mimi Cave
Mimi Cave is een Amerikaans filmregisseur, gevestigd in Los Angeles, Californië.

## Biografie
Mimi Cave, geboren in Chicago, begon haar carrière in muziekwereld en regisseerde muziekvideo's voor artiesten als Vance Joy, Danny Brown, Sleigh Bells, Sylvan Esso, Lucius en Tune-Yards. In 2016 trad ze toe tot de DGA als commercieel directeur en creëerde ze reclamespots voor merken als Banana Republic, Vitamin Water, Burger King en Pinterest. Ze maakte verschillende korte films die werden vertoond op onder andere het Los Angeles Film Festival, het San Francisco International Film Festival, het Denver International Film Festival, het Cleveland International Film Festival en het Silhouette Film Festival. Haar korte film I'm Happy, I Promise was een officiële selectie voor SXSW 2020. Begin januari 2022 maakte ze haar speelfilmdebuut als regisseur met de film Fresh, die in première ging op het Sundance Film Festival in de Midnight-sessie.

## Filmografie
- 2022: Fresh
- 2019: I'm Happy, I Promise (kortfilm)
- 2018: Vance Joy: We're Going Home (kortfilm)
- 2017: Sleigh Bells: And Saints (kortfilm)
- 2015: Vessel (kortfilm, zowel regie als scenario)[6]